# Lek-Lek (journal)
 (juin 2023).
Le magazine Lek-lek (en azéri-arabe : لکلک) est un magazine littéraire publié en 1914 à Erevan.

## Historique
Le premier numéro du magazine Lek-lek est édité le 22 février 1914 à Erevan. Sa publication a duré jusqu'au 30 juin de la même année. Seuls 12 numéros sont publiés (en fait, il s'agit d'une translittération du magazine Leylek (Sigogne) de l'alphabet arabe dans les documents de censure. Le magazine a perpétué les traditions de l'école littéraire du journal Molla Nasreddin.

## Objectifs
Dans les Dictionnaires politiques publiés dans les numéros du magazine, les événements de la vie politique de l'Iran sont mis en lumière. De manière générale, Lek-Lek éclaire la vie de l'Iran et les situations sociales de ses compatriotes du sud à partir du prisme de la réalité. Des chroniques, des articles satiriques et des nouvelles sous forme de lettres - Lettre de Tiflis, De Maku, Ordubad, Ganja, Lettre de Marand sont écrits afin d'élargir la zone de diffusion et l'influence de Lek -Lek. Il est d'un grand intérêt en raison de son attitude face aux problèmes sous une forme et un contenu nouveaux.
La collection de publications couvrant la période des années 80 du 19e siècle - les années 30 du 20e siècle est incluse dans le Fonds des sources documentaires du Musée national d'histoire de l'Azerbaïdjan de l'ANAS. Parmi les exemples de la presse figure le magazine satirique Lek-lek publié à Erevan. Le journal a pour but de réveiller la nation, qui est  dans l'ignorance, pour bien comprendre sa situation, et susciter en elle le désir d'innovation.
Le certificat daté du 21 janvier 1914 délivré par le gouverneur d'Erevan conformément au dossier de travail numéro 968 de la 1ère liste du fonds 480 des Archives historiques centrales de l'État de la RSS de Géorgie à Mir Muhammed Mir Fatullayev et Jabbar Askarzade sur la publication de Lek-lek, autorise à imprimer les éditoriaux du magazine, la poésie, les affaires de la ville, les nouvelles du Caucase, les télégrammes, les nouvelles étrangères et nationales, la colonne, la représentation, la boîte aux lettres, les annonces.